# Lista de países europeus após 1815

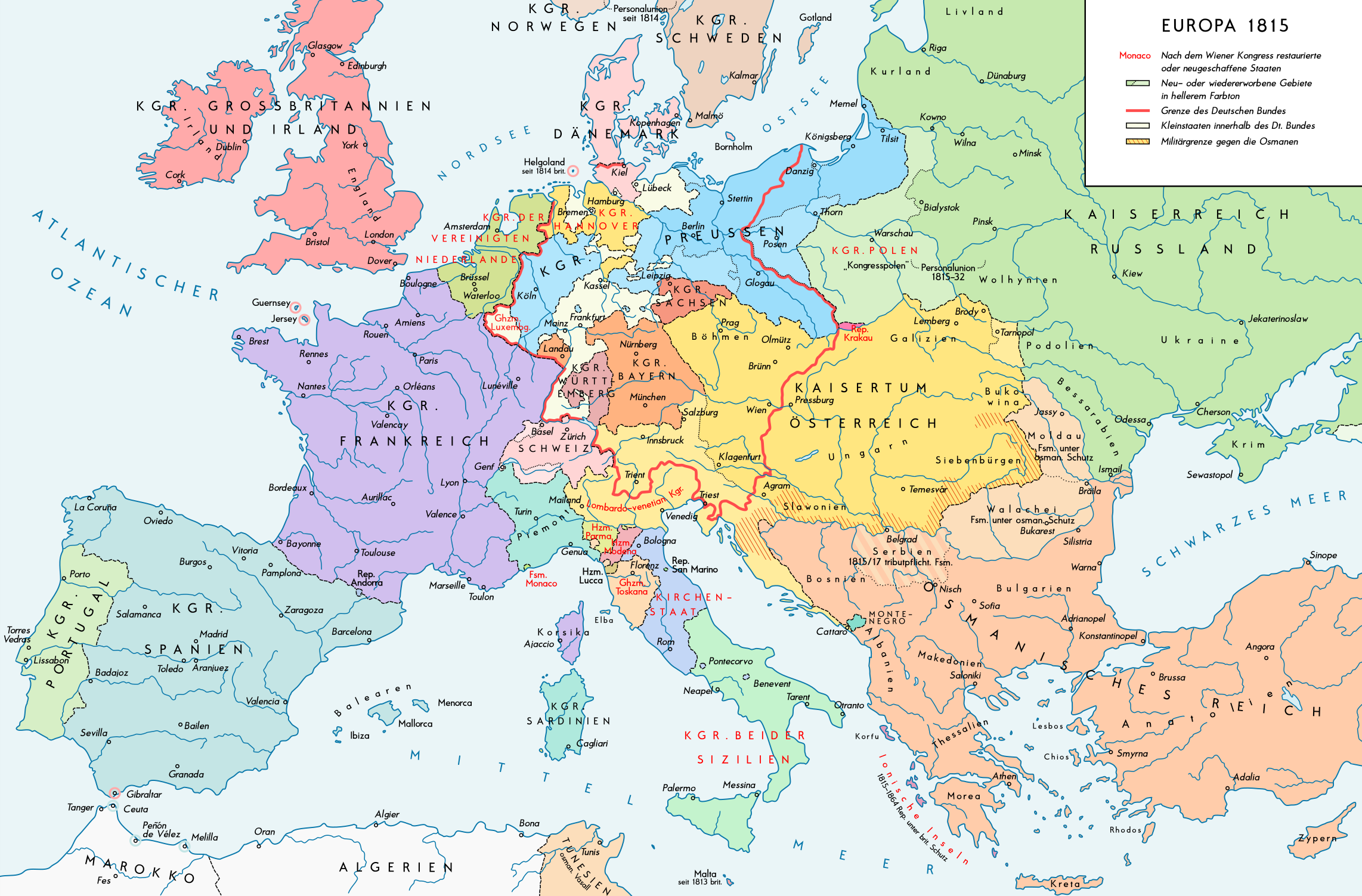
Mapa da Europa após o Congresso de Viena (1815).

Este artigo apresenta uma lista detalhada dos países, incluindo países-fantoche, que existiram na Europa após o Congresso de Viena e que já deixaram de existir. Os dados de cada país serão apresentados em colunas: o nome do país, seu período de soberania, os países que ocupam a sua área atualmente e demais informações.

## Âmbito do Artigo
Informações Adicionais: Congresso de Viena e Concerto da Europa
O âmbito deste artigo começa em 1815, após uma série de negociações sobre as fronteiras dos países europeus e as suas esferas de influência, ocorridas no Congresso de Viena. O Congresso de Viena foi uma conferência pan-europeia de líderes de estado, com duração de nove meses, na qual foram discutidas as consequências de eventos desestabilizantes geopoliticamente sucedidos nos anos anteriores à conferência, como as Guerras Revolucionárias Francesas, as Guerras Napoleônicas e a dissolução do Sacro Império Romano-Germânico.
Os eventos imediatamentes anteriores ao escopo do artigo são a derrota da França Napoleônica e sua rendição em Maio de 1814, que trouxeram o fim de um período de vinte cinco anos de guerra quase contínua, quando a França conseguiu a anexação de várias nações europeias, em sua maioria microestados. O Congresso de Viena foi o primeiro de uma série de encontros internacionais que vieram a ficar conhecidos como Concerto da Europa, uma tentativa de formar um balanço de poder no continente, que incluiu a restauração ou reorganização de muitos dos Estados que haviam sido varridos do mapa político europeu. 

## Estados Soberanos
Esta é uma lista de países independentes e estados fantoches que existiram entre 1815 e os dias atuais e que não existem mais. O período de soberania de cada país é baseado na aceitação por outros países. Isto é, esses países podem ter existido fora das datas aqui apresentadas, mas sua independência ainda não se dava de uma forma total.
| Nome do País                            | Período de Soberania                | Hoje parte de | Notas |
| --------------------------------------- | ----------------------------------- | --- | --- |
| Ducado de Anhalt                        | 1813 - 1867                         | Alemanha | Se tornou um membro da Confederação da Alemanha do Norte. |
| Primeira República da Armênia           | 1918 - 1920                         | Armênia | A República Federativa Democrática Transcaucasiana se dissolveu, e a República Democrática da Armênia foi criada como um dos seus Estados predecessores, mas em dois anos veio a se juntar com outros países da região para tornar-se parte da República Socialista Federativa Soviética Transcaucasiana.         |
| Império Austríaco                       | 1804 - 1867                         | Áustria, Hungria, Chéquia, Eslováquia, Polónia, Ucrânia, Roménia, Sérvia, Itália, Eslovênia, Croácia                       | O primeiro império unificado da chamada Monarquia de Habsburgo. Dura até o compromisso austro-húngaro de 1867, motivado pelas revoluções húngaras de 1848. |
| Áustria-Hungria                         | 1867 - 1918                         | Áustria, Hungria, Chéquia, Eslováquia, Polónia, Ucrânia, Roménia, Sérvia, Itália, Eslovênia, Croácia, Bósnia e Herzegovina | País sucessor do Império Austríaco, com governo húngaro próprio dentro do Império de Habsburgo. |
| Canato Avar                             | Século XIII - 1864                  | Rússia | Compreendia a Circássia e o Daguestão. Foi o último país do Cáucaso a ser anexado pelo Império Russo: o Daguestão foi anexado em 1859 e a Circássia em 1864. |
| Primeira República do Azerbaijão        | 1918 - 1920                         | Azerbaijão | A República Federativa Democrática Transcaucasiana se dissolveu, e a República Democrática do Azerbaijão foi criada como um dos seus Estados predecessores, mas em dois anos veio a se juntar com outros países da região para tornar-se parte da República Socialista Federativa Soviética Transcaucasiana.      |
| Grão-Ducado de Baden                    | 1806 - 1871                         | Alemanha | Se juntou ao Império Alemão e tornou-se um de seus membros. |
| Reino da Baviera                        | 1806 - 1871                         | Alemanha | Se juntou ao Império Alemão e tornou-se um de seus membros. |
| República Popular da Bielorrússia       | 1918 - 1919                         | Bielorrússia | Ganhou independência da República Socialista Federativa Soviética da Rússia e rapidamente foi dissolvida pelos soviéticos. |
| Cidade Livre de Bremen                  | 1813 - 1867                         | Alemanha | Se tornou um membro da Confederação da Alemanha do Norte. |
| Ducado de Brunswick                     | 1813 - 1867                         | Alemanha | Se tornou um membro da Confederação da Alemanha do Norte. |
| Cárpato-Ucrânia                         | 1938 - 1939                         | Ucrânia | Era uma região autônoma dentro da Checoslováquia do final de 1938 até 15 de Março de 1939. Nesse dia, declarou-se uma república independente, mais foi anexada pela Hungria na noite seguinte, permanecendo sob controle húngaro até o final da Segunda Guerra Mundial, quando foi cedida para a União Soviética. |
| República de Cospaia                    | 1440 - 1826                         | Itália | Por um erro, uma pequena faixa de terra não foi mencionada em um tratado, e seus habitantes imediatamente declararam a sua independência. Após quase 400 anos, ela foi dividida igualmente entre os Estados Papais e a Toscana.                                                                                   |
| Couto Misto                             | Século X - 1864                     | Espanha, Portugal | Território neutro entre Portugal e a Espanha que foi dividido entre os dois países em |
| República da Crimeia                    | 2014                                | Rússia | Estado não reconhecido internacionalmente que ganhou independência depois de um referendo e se juntou à Rússia um dia depois da proclamação da própria independência. |
| Estado de Creta                         | 1898 - 1913                         | Grécia | Ganhou independência depois de várias rebeliões contra o Império Otomano e após 15 anos como um Estado independente juntou-se ao Reino da Grécia. |
| Estado Independente da Croácia          | 1941 - 1945                         | Croácia, Bósnia e Herzegovina, Sérvia                                                                                      | Um estado-fantoche da Alemanha Nazista durante a Segunda Guerra Mundial. |
| República Democrática da Checoslováquia | 1918 - 1938 1938 - 1939 1945 - 1948 | Chéquia, Eslováquia, Ucrânia                                                                                               | Estado democrático formado por Tchecos e Eslovacos após o final da Primeira Guerra Mundial. |
| Checoslováquia                          | 1948 - 1992                         | Chéquia, Eslováquia | Estado com governo socialista formado por Tchecos e Eslovacos localizado a leste da Cortina de Ferro |
| Cidade Livre de Danzigue                | 1920 - 1939                         | Polónia | Protetorado da Sociedade das Nações. Anexada pela Alemanha Nazista durante a invasão à Polónia durante a Segunda Guerra Mundial. |
| República Camponesa da Gúria            | 1905 - 1906                         | Geórgia | Se tornou parte do Império Russo. |
| Alemanha Oriental                       | 1949 - 1990                         | Alemanha | O estado alemão sob controle soviético após a Segunda Guerra Mundial. Em 1990, fundiu-se com a Alemanha Ocidental. |
| República Democrática da Finlândia      | 1939 - 1940                         | Rússia | Um estado-fantoche da União Soviética durante a Segunda Guerra Mundial, compreendendo uma área no sul da Finlândia que foi rapidamente anexado pelos soviéticos. |
| Cidade Livre de Frankfurt               | 1816 - 1866                         | Alemanha | Anexada pela Prússia em 1866. |
| República Democrática da Geórgia        | 1918 - 1921                         | Geórgia | A República Federativa Democrática Transcaucasiana se dissolveu, e a República Democrática da Geórgia foi criada como um dos seus Estados predecessores, mas em dois anos veio a se juntar com outros países da região para tornar-se parte da República Socialista Federativa Soviética Transcaucasiana.         |
| Reino da Grécia                         | 1832 - 1924 1935 - 1941 1944 - 1974 | Grécia, Turquia | Alternando entre monarquias e ditaduras, o Reino da Grécia existiu três vezes na história, sempre lidando com a instabilidade política. |
| Cidade Livre de Hamburgo                | 1813 - 1867                         | Alemanha | Se tornou um membro da Confederação da Alemanha do Norte. |
| Reino de Hanôver                        | 1814 - 1866                         | Alemanha | |

## Anhalt
Anhalt - 1813-1871 (Anhalt-Dessau até 1863)
- Depois da dissolução do Sacro Império Romano-Germânico em 1806, e a dissolução do seu sucessor, a Confederação do Reno em 1813, o Ducado de Anhalt-Dessau, um estado Alemão desde o século XVII (Anhalt desde o século XIII) tornou-se independente. Era um membro da Confederação Germânica de 1815 a 1856, e fez parte do curto Império Alemão de 1818 a 1819. Em 1863 incorporou em seu território o Ducado de Anhalt-Bernburg e passou a se chamar Ducado de Anhalt, quando em 1867 se integrou na Confederação Germânica. Era independente ate 1871, quando se uniu ao Império Alemão, e passou a ser um simples estado. Atualmente faz parte da República Federal da Alemanha.

## Anhalt-Bernburg
Anhalt-Bernburg (1813-1863)
- Depois da dissolução do Sacro Império Romano-Germânico em 1806 e da dissolução da Confederação do Reno, sua sucessora em 1813, o Duque de  "Anhalt-Bernburg", um Estado germânico desde o século XVII (Anhalt desde o século XIII), tornou-se mais ou menos independente. Foi um membro da Confederação Germânica entre 1815 e 1863, e de 1848 a 1849 foi parte do pouco durável Império Germânico. Em 1863, foi incorporado em Anhalt. Hoje, faz parte da Alemanha.